# Il giorno aveva cinque teste
Il giorno aveva cinque teste è il quarto album in studio del cantautore italiano Lucio Dalla, pubblicato nell'aprile 1973 dall'etichetta discografica RCA Italiana.
L'opera segna un'importante svolta nella carriera del cantautore, segnando l'inizio della collaborazione artistica con il poeta e paroliere Roberto Roversi. L'album, assieme ai successivi Anidride solforosa e Automobili, viene considerato come un disco fondamentale della sua carriera e della storia della canzone in lingua italiana.

## Il disco
Nel 1973 Dalla decide di cessare la collaborazione per i testi con Sergio Bardotti e Gianfranco Baldazzi (autori di quasi tutte le sue canzoni incise finora), e si rivolge al poeta bolognese Roberto Roversi per una collaborazione che attraverserà 4 anni e tre album. Il disco si caratterizza per una sperimentazione di nuove sonorità, in brani come È lì o Passato, presente; i testi affrontano in molti casi tematiche sociali, come l'emigrazione in Un'auto targata «TO» (forse il brano più significativo dell'album, presentato per il Festival di Sanremo 1973 ma non ammesso in gara) e gli incidenti sul lavoro in L'operaio Gerolamo; molto bella però è anche Il coyote, favola sulla fantasia.
Nel finale di La bambina è presente invece un notevole assolo di sax di Lucio Dalla.
L'unico brano dell'album firmato dal solo cantautore senza Roversi, in quanto privo di testo, è Pezzo zero, nel quale Dalla canta in scat.
Il brano La canzone di Orlando fu eseguito in concerto anche durante il tour del 1979 Banana Republic con Francesco De Gregori, e venne inserito anche nel disco tratto dai concerti.
L'inizio del brano Un'auto targata «TO» è una citazione dell'introduzione della canzone La storia di Maddalena, scritta da Ron nel 1971 ed incisa da Sophia Loren ed inclusa nella colonna sonora del film La mortadella di Mario Monicelli (con la stessa Loren, Gigi Proietti, Susan Sarandon e Danny DeVito).
Come per il precedente, la produzione è di Roberto Formentini, mentre gli arrangiamenti sono curati dal maestro Ruggero Cini. Nella copertina non sono però riportati i nomi dei musicisti, eccetto quello di Toto Torquati, che suona le tastiere.
La copertina del disco, apribile, raffigura un disegno simbolico, con un gruppo di persone disposte in due colonne, le donne a sinistra e gli uomini a destra, con costumi diversi legati alle varie epoche storiche, e solo l'uomo e la donna del presente sono vicini e nudi; all'interno vi è invece una foto di Lucio Dalla di spalle con la coppola. Nelle ristampe la copertina non è più apribile. Su entrambe le ristampe in CD, i brani Ad una fermata del tram, Un'auto targata «TO» e La canzone di Orlando presentano errori di battitura, facendo fede alla prima stampa su LP.

## Tracce
Lato A
Testi di Roberto Roversi, musiche di Lucio Dalla.
1. L'auto targata TO – 4:29
2. Alla fermata del tram – 3:59
3. È lì – 4:31
4. Passato, presente – 4:32
5. L'operaio Gerolamo – 3:34

Lato B
Testi di Roberto Roversi, musiche di Lucio Dalla eccetto dove indicato.
1. Il coyote – 4:35
2. Grippaggio – 4:07
3. La bambina (L'inverno è neve, l'estate è sole) – 3:00
4. Pezzo zero – 2:58 (Lucio Dalla)
5. La canzone d'Orlando – 1:38

## Formazione
- Lucio Dalla – voce, pianoforte, clarinetto, sax
- Luciano Ciccaglioni – chitarra acustica ed elettrica
- Piero Ricci – basso
- Massimo Buzzi – batteria
- Toto Torquati, Ruggero Cini – tastiera